# Argens-Minervois
Argens-Minervois è un comune francese di 385 abitanti situato nel dipartimento dell'Aude nella regione dell'Occitania.

## Società

### Evoluzione demografica
Abitanti censiti